# Lembophyllum divulsum
Lembophyllum divulsum là một loài Rêu trong họ Lembophyllaceae. Loài này được (Hook. f. & Wilson) Lindb. mô tả khoa học đầu tiên năm 1897.